# Landbrugsraadet
Landbrugsraadet var en dansk interesseorganisation, der varetog dansk landbrugs interesser. Rådet fungerede som en paraplyorganisation, der både omfattede repræsentanter for landmændene og fødevarebranchen – i alt 49 medlemmer. Det havde hovedsæde på Axelborg i København og blev ledet af en bestyrelse, hvis formand benævntes præsident.

## Historie
Organisationen blev etableret i 1919 af landboforeningerne, Andelsudvalget og Det Kongelige Danske Landhusholdningsselskab. Dets stifter og første præsident var Thomas Madsen-Mygdal. I 1932 gik husmandsforeningerne ind i Landbrugsraadet, men udtrådte allerede i 1939 og kom først med igen i 1976. Efter en periode hvor rådet stod svagt, blev rådet mere magtfuldt i løbet af 1930'erne, hvor det blev inddraget i administrationen af støtteordningerne til husdyrbrug. Oprørsbevægelsen Landbrugernes Sammenslutning, der havde tætte forbindelser til DNSAP blev udelukket fra at få indflydelse både i 1930'erne og under besættelsen. 
I slutningen af 1950'erne forsøgte de store andelsorganisationer i tæt samarbejde med landboforeningerne på øerne at etablere en ny organisation, Landbrugets Afsætningsråd, da man ikke fandt at Landbrugsraadet evnede at fremme hverken den hjemlige eller udenlandske afsætning tilstrækkeligt. Folketingsmedlemmet Anders Andersen blev Landbrugsraadets præsident i 1960. Under hans ledelse fik landboforeningerne øget indflydelse, og dermed forstemmede utilfredsheden. 
Under de kritiske økonomiske forhold i 1970'erne nød Landbrugsraadet godt af, at præsident Arne Pilegaard Larsen havde et tæt samarbejde med politikeren Per Hækkerup. Larsens efterfølger blev H.O.A. Kjeldsen. Det var under hans periode som præsident, at landbruget for alvor mærkede at industrialiseringen var kommet til Danmark. I 1995 blev Peter Gæmelke valgt som Landbrugsraadets sidste præsident.
I sommeren 2009 fusionerede Landbrugsraadet med en række andre landbrugsorganisationer, hvorved Landbrug & Fødevarer blev dannet.

## Præsidenter
- 1919-1919 Thomas Madsen-Mygdal
- 1920-1933 P.P. Pinstrup
- 1933-1950 Henrik Hauch
- 1950-1959 Hans Pinstrup
- 1960-1973 Anders Andersen
- 1974-1979 Arne Pilegaard Larsen
- 1980-1994 H.O.A. Kjeldsen
- 1995-2009 Peter Gæmelke